# Jean-Baptiste Delaborde
Jean-Baptiste Thillais Delaborde (* 9. Juni 1730 in Nevers; † Ende Januar 1777 in Colancelle; auch De La Borde) war ein französischer Theologe und Erfinder.

## Leben
Delaborde trat 1745 als Novize in den Jesuitenorden ein. Nach der Auflösung des Ordens in Frankreich 1762 ging er für einige Zeit nach Posen. Nach seiner Rückkehr wirkte er bis zu seinem Tod als Pfarrer in Colancelle, einem Dorf im Département Nièvre.

## Clavessin électrique

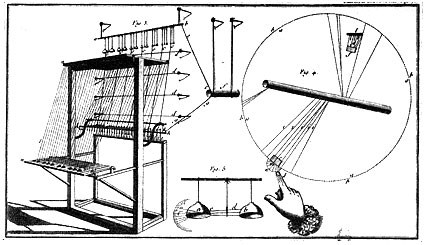
Clavessin électrique

Delaborde erfand das Clavessin électrique. Dieses „elektrische Cembalo“ funktionierte mit durch Reibung erzeugtem elektrischen Strom, der, ausgelöst durch eine Klaviatur, kleine Hammerglocken zum Erklingen brachte. Die Erfindung war bei Delaborde zu besichtigen und erregte das Staunen der Öffentlichkeit. Das Instrument und die Abhandlung werden in der französischen Nationalbibliothek aufbewahrt.

## Schriften
- Le Clavessin électrique avec une nouvelle théorie du méchanisme et des phénomènes de l’electricité.
- Journal de Savants 1759
- Journal encyclopédique Januar 1761